# Jack Clark (beisebolista)
Jack Anthony Clark (nascido em 10 de novembro de 1955), também conhecido como "Jack the Ripper" é um ex-jogador americano de beisebol profissional da Major League Baseball. De 1975 até 1992, Clark jogou pelo San Francisco Giants (1975–84), St. Louis Cardinals (1985–87), New York Yankees (1988), San Diego Padres (1989–90) e Boston Red Sox (1991–92).
Durante sua carreira, Clark foi um dos mais temidos rebatedores destros na National League, vencendo a Silver Slugger Award em 1985 e 1987. Foi convocado quatro vezes para o All-Star Game em 18 anos de carreira. Clark teve média de rebatidas de 26,7% com 340 home runs e 1180 RBIs em 1994 jogos. Também acumulou 1118 corridas, 332 duplas, 77 bases roubadas e 1826 rebatidas em 6847 vezes ao bastão.